# František Stanke
František Stanke (1694–1750) byl zakladatelem rodu zvonařů, kteří působili v Opavě a Olomouci.

## Historie
Nejstarším z opavských zvonařů byl František Stanke (1694 Brňany u Vyškova– 16. května 1750 Opava), syn vinaře Jana Stankeho z Brňan u Vyškova. František Stanke byl tovaryšem u zvonaře Jiřího Ignáce Maderhofera (před rokem 1678–1718) v Opavě. Po smrti Maderhofera 22. února 1718 převzal jeho dílnu a dne 30. října 1718 se oženil s mistrovou nejstarší dcerou Kateřinou Maderhofer. Po její smrti se znovu oženil dne 15. června 1733 s Annou Marií, dcerou Martina Paulera z Opavy. Třetí manželství uzavřel s Marianou Tůmovou z Prostějova v roce 1740. V roce 1743 zakoupil v Opavě Židovská ulice 68 dům, kam přemístil zvonařskou dílnu. Pokračovatelem byl syn z druhého manželství František Valentin Stanke (1734–1791), který pokračoval ve zvonařství v Opavě v letech 1750–1791, po jeho smrti vedla dílnu jeho žena Margdaléna. V roce 1798 převzal dílnu František Mikuláš Stanke (1765–1844), který se v roce 1820 přestěhoval do Olomouce. V Opavě zvonařství bylo ukončeno. V Olomouci pokračoval František Leopold Stanke (1800–1873) do roku 1866, kdy musel zvonařství prodat. Spolu se zvonařem Wolfgangem Straubem (??–1874) byl posledním zvonařem v Olomouci.

## Dílo

### Opavská zvonařská dílna František Stanke (1694–1750)
Dochovalo se pět zvonů, které Stanke ulil pro farnosti v Horním Slezsku a které přežily rekvizice, ale nevrátily se na svá původní místa, jsou v Německu.
- 1730 Chomýž u Krnova
- 1734 zvon původně pro hornoslezské Gliwice nalézá se v Braunschweigu, nese nápis: FRANCISCVS XAWERIVS STANKE IN TROPAV HAT MIT GEGOSSEN.[1]
- 1735 Brušperk
- 1740 Jamnice
- 1724 kostel sv. Kateřiny, Ostrava, umíráček váha 23 kg, rekvizice 23. února 1918[3]
- 1726 kaple v Děhylově, zvon odlit v Opavě, rekvizice v době první světové války, byl nahrazen zvonem z roku 1827, který by odlit v Olomouci Františkem Leopoldem Stankem.[4]
- 1729 Kostel Povýšení sv. kříže a Sedmibolestné Panny Marie, Cvilín, váha 1575, průměr 148 cm rekvírován v průběhu první světové války[5]
- 1743 v Opavě, má průměr 102 cm a váží 640 kg, nachází se v Aichtal Grőtzingenu v okrese Esslingen (Bádensko-Württembersko), na obvodu pláště nese nápis: HANC CAMPANAM CURAVIT REFUNDI SUMTIBISUS SUIS ANNO 1743 O: A: D: G: [6]